# Torre de Arias Cabrera
La torre de Arias Cabrera es una antigua fortaleza situada en municipio español de Córdoba, en la provincia homónima (Andalucía). Forma parte de las llamadas torres-cortijos difundidas por la campiña cordobesa, cuya función era de carácter agrícola y militar. La estructura se encuentra ubicada en la localidad de Torres Cabrera, junto a la estación de ferrocarril homónima.  

## Historia
Construida a finales del siglo XIII por Payo Arias de Cabrera, fue restaurada a finales del siglo XIX por su propietario don Ricardo Martel Fernández de Córdoba, IX Conde de Torres Cabrera, que hizo una gran inversión, adecentando el castillo, reconstruyendo graneros y molinos aceiteros, y enriqueciendo la zona señorial con amplios salones.

## Características
La torre es de planta cuadrada, tiene sótano y dos plantas más de altura, y se encuentra almenada. Sus gruesos muros son de fábrica mixta de piedra y verdugadas de ladrillo, rematada con antepecho exclusivamente aparejado de ladrillo sobre el que descansan las almenas. Las diferentes plantas están soportadas por bellas cúpulas de ladrillo con aparejo anular. 
A pesar de estar bajo la protección de la declaración genérica del Decreto de 22 de abril de 1949, y la Ley 16/1985 sobre el Patrimonio Histórico Español, su estado es de ruina progresiva por total abandono, corriendo el riesgo de hundimiento de su estructura. Debido a esta circunstancia, desde el año 2008 la Torre de Arias Cabrera está incluida en la llamada lista roja de patrimonio en peligro por la asociación Hispania Nostra.

## Enlaces
- Castillo de Torres Cabrera (www.castillosnet.org)

- Datos: Q6150339